# Nickarth
Никола Илиев, познатији као Nickarth или Rialians on Earth, (Кочани, 10. септембар 1996), македонски је певач, мулти-инструменталиста, аудио продуцент и текстописац.

## Биографија
Никола Илиев је рођен 10. септембра 1996. године у Кочанима, Северна Македонија. Са 10 година је почео да свира гитару, пева и да се бави писањем песама. Музиком је почео да се активно бави са 14 година, када је био учесник Дечје песме Евровизије са песмом За твоите очи и заузео 3 место на државном нивоу.
Завршио је средњу музичку школу y Штипу на одсеку за класичну музику на гитари. Након тога, уписао је етномузикологију у Скопљу, а потом и други факултет за новинарство, али студије није завршио, већ се посветио својој музичкој каријери. Nickarth је своју каријеру започео 2015. године, када се преселио у Енглеску, тачније у Брајтон. У Брајтону се упознао са много музичарима, међу којима и са Rag'n'bone Man-ом и почео је да ради на свом првом студијском албуму са продуцентом Оли Дафранком, а у том периоду сарађивао је и са Берди. Први успех остварио је са песмом Save Me, заузимајући 37. место на Deep House плејлисти на Itunes-у y Немачкој, а иста песма се нашла у компилацији Cafe Del Mar. Свој први албум објавио је марта 2018. године под називом Next Generation XX. Албум је изашао за продукцијску кућу Cafe De Anatolia и на њему се налази 7 песама. Током боравка у Енглеској, наступао је широм земље, а гостовао је и на већем броју фестивала, међу којима је и Brighton Fringe Festival.
Крајем 2018. издао је песму Faith, која је била емитована на великом броју радио станица попут BBC Music Introducing, BBC Radio 6, Radio Reverb, Athens Jockey Radio... и била је изабрана за већи број Spotify плејлиста попут Radar Indie, Chill Vibes, Indie Pop, Indie - Alternative са више милиона слушалаца.
Током лета 2019. године Nickarth je издао свој први ЕП Room 314, који је забележио велики успех. Песма I Only Care If You Too са албума је била три месеца на првом месту топ-листе на македонској националној телевизији. Toком ове године Nickarth je почео активно да ради за продукцијску кућу Cafe De Anatolia, коју су 2017. године основали његови отац и сестра — Зоран Илиев и Моника Илиева. Никола је 2019. године у оквиру ове куће основао потпродукцијску кућу Aodion Records, која се бави издавањем синтпоп, deep house, електронске, прогресивне и инди музике. Са Aodion Records и Cafe De Anatolia је почео и свој други пројекат у оквиру кога ствара под уметничким именом Rialians On Earth. Под тим именом је у претходној години издао три песме и радио је два ди-џеј сета за Ibiza Global Radio.

## Дискографија

### Албуми и ЕП-ови
- Next Generation XX[9] (2018)
- Room 314[11] (2019)
- Around the world[15] (ft. Cafe De Anatolia, Billy Esteban, 2020)
- 1996[16] (ft. Cafe De Anatolia, 2020)
- Zeus[17] (ft.  Ben Beckman, Cafe De Anatolia, Marcello Baptiste, 2020)

### Синглови
- Save me (2017)
- Hope XX (2018)
- Faith (2018)
- Save me XX (2018)
- Essence[18] (2018)
- Mandragora[19] (2019)
- I Only Care If You Too[20] (2019)
- Inferno (ft. Cafe De Anatolia, 2020)
- Get Lost (2020)
- Introducción (2020)